# Küçükçekmece

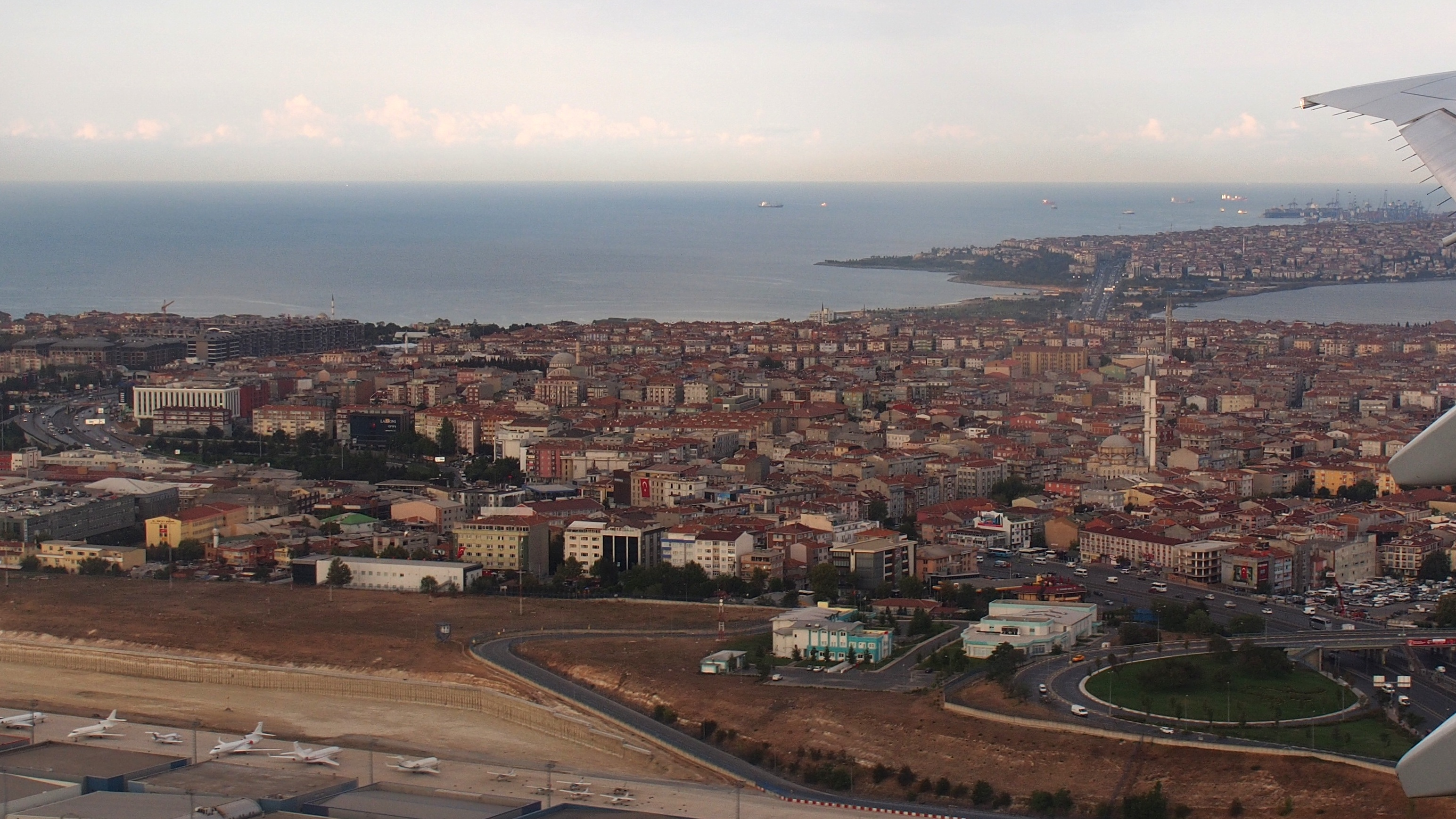
Aerial view of Küçükçekmece district

Küçükçekmece est l'un des 39 districts de la ville d'Istanbul, en Turquie, d'une superficie de 118 km2 et dans la banlieue occidentale de la ville. Densément bâti, il est situé à 23 kilomètres à l'ouest du centre de la ville, au-delà de l'aéroport international Atatürk, dans la partie européenne de la Turquie. En 2007 sa population est estimée à 785 392 habitants sur une superficie de 118 km2.

## Localisation
Küçükçekmece est sur la côte de la mer de Marmara, près d'une lagune appelée Lac de Küçükçekmece.
Au travers de la lagune est le quartier de Avcılar et le campus de l'Université d'Istanbul.
La lagune est reliée à la mer de Marmara par un canal très étroit et donc l'eau n'est pas salée.
Les cours d'eau dans l'embouchure transportent des déchets industriels, mais des efforts sont déployés pour que cela redevienne à nouveau propre[réf. nécessaire].
Il y avait autrefois une grande faune et plusieurs espèces d'oiseaux et les efforts faits pour obtenir le retour de la faune commencent à faire l'effet[réf. nécessaire].

## Historique
La lagune a presque toujours été contrôlée par le pouvoir impérial chargé du contrôle d'Istanbul car la route de la ville vers l'Europe passait par ici.
Jusque dans les années 1950 Küçükçekmece était une excursion populaire le week-end, les gens venaient en train d'Istanbul pour nager, pêcher l'anguille ou tout simplement s'asseoir près de l'eau, tandis que les enfants jouaient dans les bois.
Cependant, la terre ici est plate, en légère hausse loin du rivage, et donc des routes de plus en plus grosses ont été construites facilement et la région est devenue industrielle et avec un habitat résidentiel très dense.
Le développement est toujours en cours et s'est d'ailleurs très accéléré par le passage de l'autoroute TEM qui relie l'Anatolie et l'Europe. La zone İkitelli, en particulier, est très industrielle et y a encore beaucoup d'usines en construction.
Le Centre de recherche sur l'énergie nucléaire est sur le bord du lac.

## Küçükçekmece aujourd'hui
La population de Küçükçekmece est en croissance rapide et requiert des écoles, des supermarchés, centres commerciaux et autres installations.
Toutefois, dans la plupart des quartiers de Küçükçekmece sont des quartiers ouvriers pauvres.
Quelques secteurs sont constitués de gecekondu (habitations construites hors de tout cadre réglementaire). La plupart des habitants sont des immigrants récents issus de l'Anatolie.
Le Stade olympique Atatürk et le club d'aviron de Galatasaray sont situés dans ce district.

## Population
| 1935  | 1940  | 1945  | 1950  | 1955  | 1960   | 1965   | 1970   | 1975    |
| ----- | ----- | ----- | ----- | ----- | ------ | ------ | ------ | ------- |
| 1 806 | 2 280 | 2 487 | 3 097 | 6 871 | 16 544 | 37 003 | 74 769 | 119 293 |

| 1980    | 1985    | 1990    | 1997    | 2000    | 2007    | - | - | - |
| ------- | ------- | ------- | ------- | ------- | ------- | - | - | - |
| 182 715 | 338 778 | 479 419 | 460 388 | 589 139 | 785 392 | - | - | - |